# Басинський Ігор Михайлович
Ігор Михайлович Басинський (біл. Ігар Басінскі, нар. 11 квітня 1963, Гродно, Білоруська РСР, СРСР) — видатний білоруський стрілець, дворазовий срібний (1996 та 2000 роки) та дворазовий бронзовий (1988 та 2000 роки) призер Олімпійських ігор.

## Біографія
Ігор Басинський народився 11 квітня 1963 року в місті Гродно (БРСР). Стрільбою почав займатися з 13 років.
Протягом своєї спортивної кар'єри не одноразово ставав призором Кубків світу, та чемпіонатів світу.
У 1988 році в Сеулі виступив у складі збірної СРСР на Олімпійських іграх, та став бронзовим призером у стрільбі з пістолета з відстані 50 метрів, а також у фіналі стрільби з пневматичного пістолета з відстані 10 метрів став п'ятим. Наступні Олімпійські ігри спортсмен пропустив, а повернувся на Олімпійські ігри 1996 року, де виступив у складі збірної Білорусі. Там він став срібним призером у стрільбі з пістолета з відстані 50 метрів. У фіналі стрільби з пневматичного пістолета з відстані 10 метрів став сьомим. У 2000 році провів найуспішніші Олімпійські ігри. Там він знову став другим у стрільбі з пістолета з відстані 50 метрів, а також виграв бронзову медаль у стрільбі з пневматичного пістолета з відстані 10 метрів. В кінці 2000 року був визнаний найкращим спортсменом Білорусі. У віці 41 року виступив на своїх четвертих Олімпійських іграх. Показати вагомий результат спортсмену не вдалося (11 та 15 місце в кваліфікаціях), після чого він вирішив завершити свою спортивну кар'єру. 
Почав займатися тренерською роботою, та в 2011 році був нагороджений званням «Заслужений тренер Республіки Білорусь».

## Виступи на Олімпійських іграх
| Олімпіада    | Дисципліна                       | Місце |
| ------------ | -------------------------------- | ----- |
| Сеул 1988    | пневматичний пістолет, 10 метрів | 5     |
| Сеул 1988    | пістолет, 50 м                   | 3     |
| Атланта 1996 | пневматичний пістолет, 10 метрів | 7     |
| Атланта 1996 | пістолет, 50 м                   | 2     |
| Сідней 2000  | пневматичний пістолет, 10 метрів | 3     |
| Сідней 2000  | пістолет, 50 м                   | 2     |
| Афіни 2004   | пневматичний пістолет, 10 метрів | 11    |
| Афіни 2004   | пістолет, 50 м                   | 15    |